# المغرب في يوروفيجن

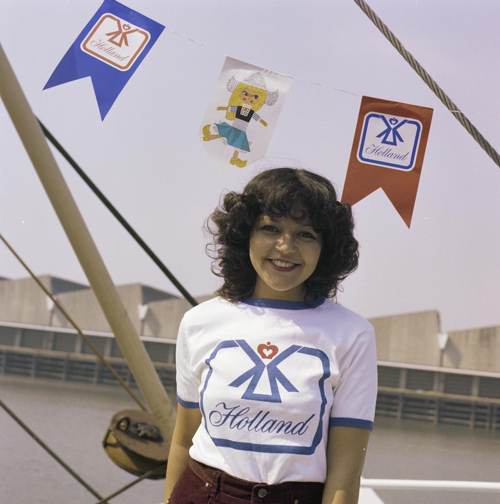

شارك المغرب مرة واحدة في مهرجان مسابقة الأغنية الأوروبية ، وبالرغم من أن المغرب غير موجود جغرافيا في أوروبا، فهو مؤهل للمشاركة في هذه المسابقة، لأنه عضو في اتحاد البث الأوروبي. وكانت مشاركته الأولى والأخيرة في عام 1980م عندما لم تشارك إسرائيل في المهرجان. وبعد النتيجة الضعيفة التي حصل عليها، تعهد ملك المغرب الحسن الثاني بأن بلاده لن تشارك أبدا في المهرجان. حيث حصلت الفنانة سميرة سعيد على المركز 18 ب 7 نقاط فقط، من لجنة التحكيم الإيطالية. وطرح التلفزيون المغربي لاحقا فكرة المشاركة سنة 2008،
حيث اعتبرت الحكومة أمر إيجابي أن يرفع المغرب من شعبية الموسيقى المغربية في أوروبا كونها مشابهة جدا للموسيقى التركية، التي حققت نجاحا ملحوظا في هذه المسابقة. لكن وفقا لقواعد هذه المسابقة، فإن البلاد المشاركة مجبرة على نقل المهرجان بالكامل. لكن بث التلفزة المغربية يخضع لنظام رقابة ذاتية يمنعه بث أي محتوى يخالف قوانين البلاد الإسلامية.

## المشاركين
| السنة         | الفنان     | اللغة         | الأغنية  | النهائي  | النقاط   | نصف نهائي      | النقاط         |
| ------------- | ---------- | ------------- | -------- | -------- | -------- | -------------- | -------------- |
| 1980          | سميرة سعيد | اللغة العربية | بطاقة حب | 18       | 7        | لا نصف النهائي | لا نصف النهائي |
| 1981 إلى 2014 | لم يشارك   | لم يشارك      | لم يشارك | لم يشارك | لم يشارك | لم يشارك       | لم يشارك       |

## تاريخ التصويت
تصويت المغرب على البلدان المشاركة هو كما يلي:
| قدم المغرب أكبر عدد من النقاط ل: | قدم المغرب أكبر عدد من النقاط ل: | قدم المغرب أكبر عدد من النقاط ل: |
| الترتيب                          | البلد                            | النقاط                           |
| -------------------------------- | -------------------------------- | -------------------------------- |
| 1                                | تركيا                            | 12                               |
| 2                                | ألمانيا                          | 10                               |
| 3                                | المملكة المتحدة                  | 8                                |
| 4                                | سويسرا                           | 7                                |
| 5                                | السويد                           | 6                                |

| تلقى المغرب النقاط من: | تلقى المغرب النقاط من: | تلقى المغرب النقاط من: |
| الترتيب                | البلد                  | النقاط                 |
| ---------------------- | ---------------------- | ---------------------- |
| 1                      | إيطاليا                | 7                      |